# Dänischer Fußballpokal 1984/85
Der Dänische Fußballpokal 1984/85 war die 31. Austragung des dänischen Pokalwettbewerbs der Männer. Er wurde vom dänischen Fußballverband ausgetragen. Das Finale fand traditionell am Himmelfahrtstag (16. Mai 1985) im Københavns Idrætspark von Kopenhagen statt. Pokalsieger wurde Titelverteidiger Lyngby BK, der sich im Finale gegen Esbjerg fB durchsetzte.
Das Halbfinale wurde in Hin- und Rückspiel entschieden. In den anderen Runden wurden die Begegnungen in einem Spiel ausgetragen. Bei unentschiedenem Ausgang wurde zur Ermittlung des Siegers eine Verlängerung gespielt. Stand danach kein Sieger fest, folgte ein Elfmeterschießen.

## 1. Runde
Es nahmen 48 Mannschaften von der dritten Klasse abwärts sowie acht Zweitligisten teil.
|                      | Ergebnis              |                         |
| -------------------- | --------------------- | ----------------------- |
| Jyderup BK           | 2:0                   | B 1901 Nykøbing         |
| Ringsted IF          | 3:1                   | Gentofte-Vangede IF     |
| Glostrup IC          | 2:4 n. V.             | Hellerup IK             |
| Gørlev IF            | 2:4                   | Tingsted BK             |
| Vordingborg IF       | 3:1                   | Greve IF                |
| Vanløse IF           | 3:0                   | Helsingør IF            |
| Holbæk B&I           | 2:0                   | Rødby fB                |
| Kettinge Boldklub    | 2:4                   | Aalborg BK              |
| Aabenraa BK          | 0:2                   | B 1913 Odense           |
| Assens FC            | 5:1                   | Aalborg Freja           |
| Tistrup BK           | 3:2                   | Holstebro BK            |
| IK Aalborg Chang     | 1:2                   | Horsens fS              |
| Nørresundby BK       | 3:0                   | Randers SK Freja        |
| Svendborg fB         | 1:1 n. V. (3:4 i. E.) | Nørre Aaby IK           |
| Tulstrup/Faurholt IK | 5:2                   | Strib IF                |
| Varde IF             | 0:2                   | Ulbjerg IF              |
| Herlev IF            | 1:0                   | B 1908 Amager           |
| SUB Ullerslev        | 0:4                   | B 1921 Nykøbing         |
| BK Avarta            | 2:0                   | Skovlunde Fodbold       |
| KFUM Kopenhagen      | 1:0                   | Gladsaxe-Hero BK        |
| IF Skjold Birkerød   | 0:2                   | Skovshoved IF           |
| IK Viking Rønne      | 1:3                   | Slagelse B&I            |
| Rosenhøj BK          | 0:4                   | Nakskov BK              |
| IF Hasle Fuglebakken | 1:4                   | Frederikshavn fI        |
| Silkeborg IF         | 3:0                   | Hjørring IF             |
| Hørning GF           | 1:2                   | IK Skovbakken           |
| Viborg FF            | 3:1 n. V.             | Lindholm IF             |
| Næsby BK             | 3:0 n. V.             | Sankt Klemens Fangel IF |

## 2. Runde
Teilnehmer waren die 28 Sieger der ersten Runde, acht weitere Zweitligisten und vier Erstligisten.
|                         | Ergebnis              |                      |
| ----------------------- | --------------------- | -------------------- |
| B.93 Kopenhagen         | 2:1 n. V.             | Herlev IF            |
| Kastrup IF              | 3:1                   | Nakskov BK           |
| Nørresundby BK          | 3:0                   | Herning Fremad       |
| BK Avarta               | 2:4                   | AB Gladsaxe          |
| B 1903 Kopenhagen       | 2:2 n. V. (5:4 i. E.) | Kjøbenhavns Boldklub |
| Jyderup BK              | 1:1 n. V. (3:2 i. E.) | Fremad Amager        |
| Holbæk B&I              | 5:1                   | KFUM Kopenhagen      |
| Tingsted BK             | 2:0                   | Ringsted IF          |
| Skovshoved IF           | 3:4 n. V.             | Vordingborg IF       |
| Roskilde BK             | 1:3                   | Aalborg BK           |
| Assens FC               | 2:6                   | Kolding IF           |
| Herfølge BK             | 2:1                   | B 1909 Odense        |
| B 1913 Odense           | 2:5                   | Silkeborg IF         |
| Viborg FF               | 3:0                   | Frederikshavn fI     |
| Odense Kammeraternes SK | 2:0                   | IK Skovbakken        |
| Næsby BK                | 1:1 n. V. (1:4 i. E.) | Ulbjerg IF           |
| Tulstrup/Faurholt IK    | 1:2 n. V.             | Tistrup BK           |
| B 1921 Nykøbing         | 4:2                   | Vanløse IF           |
| Slagelse B&I            | 1:4                   | Hellerup IK          |
| Nørre Aaby IK           | 0:2                   | Horsens fS           |

## 3. Runde
Teilnehmer: Die 20 Sieger der zweiten Runde und zwölf weitere Vereine aus der 1. Division 1984.
|                         | Ergebnis  |                   |
| ----------------------- | --------- | ----------------- |
| Horsens fS              | 1:6       | Aarhus GF         |
| Kolding IF              | 4:2 n. V. | B 1921 Nykøbing   |
| B.93 Kopenhagen         | 2:3       | Hvidovre IF       |
| BK Frem Kopenhagen      | 2:1       | Brønshøj BK       |
| Holbæk B&I              | 2:1       | Brøndby IF        |
| Vejle BK                | 8:1       | Jyderup BK        |
| Lyngby BK               | 2:0       | Køge BK           |
| Viborg FF               | 2:1       | Næstved IF        |
| Nørresundby BK          | 7:0       | Tingsted BK       |
| Odense BK               | 5:2       | Vordingborg IF    |
| Odense Kammeraternes SK | 2:4       | Aalborg BK        |
| Ikast FS                | 3:6       | Silkeborg IF      |
| Ulbjerg IF              | 1:0       | AB Gladsaxe       |
| Tistrup BK              | 1:2       | Kastrup IF        |
| Herfølge BK             | 1:2       | B 1903 Kopenhagen |
| Esbjerg fB              | 2:1       | Hellerup IK       |

## 4. Runde
Teilnehmer: Die 16 Sieger der dritten Runde.
|                    | Ergebnis |                   |
| ------------------ | -------- | ----------------- |
| Kastrup BK         | 1:0      | Nørresundby BK    |
| Aalborg BK         | 4:2      | Holbæk B&I        |
| Odense BK          | 0:2      | B 1903 Kopenhagen |
| BK Frem Kopenhagen | 6:0      | Ulbjerg IF        |
| Hvidovre IF        | 0:2      | Kolding IF        |
| Lyngby BK          | 3:1      | Vejle BK          |
| Viborg FF          | 1:0      | Aarhus GF         |
| Esbjerg fB         | 2:1      | Silkeborg IF      |

## Viertelfinale
|                   | Ergebnis              |                    |
| ----------------- | --------------------- | ------------------ |
| Aalborg BK        | 1:0 n. V.             | Kastrup IF         |
| B 1903 Kopenhagen | 1:1 n. V. (3:4 i. E.) | Esbjerg fB         |
| Viborg FF         | 1:0                   | BK Frem Kopenhagen |
| Kolding IF        | 0:1                   | Lyngby BK          |

## Halbfinale
|           | Gesamt    |            | Hinspiel | Rückspiel |
| --------- | --------- | ---------- | -------- | --------- |
| Lyngby BK | 6:1       | Aalborg BK | 3:0      | 3:1       |
| Viborg FF | (a)2:2(a) | Esbjerg fB | 2:1      | 0:1       |

## Finale
| Paarung        | Lyngby BK – Esbjerg fB |
| Ergebnis       | 3:2 (0:1) |
| Datum          | 16. Mai 1985 |
| Stadion        | Københavns Idrætspark, Kopenhagen |
| Zuschauer      | 9.200 |
| Schiedsrichter | Jan Damgaard |
| Tore           | 0:1 Kent Mogensen (45.) 1:1 Michael Spangsborg (50.) 1:2 Stefan Kristiansen (55.) 2:2 Flemming Christensen (66.) 3:2 Flemming Christensen (87.) |
| Lyngby BK      | Per Poulsen – Tom Olczyk, Lars Sørensen, John Larsen, Henrik Larsen (84. Bent Christensen) – Henrik Bo Larsen (68. Michael Lyng), Michael Spangsborg, Michael Schäfer – Michael Christophersen, Flemming Christensen, Tom Vilmar. Cheftrainer: Jørgen Hvidemose         |
| Esbjerg fB     | Svend Erik Larsen – Søren Lauridsen, Torben Luxhøj, Klaus Jespersen (70. René Christiansen), Niels Erik Søndergaard – Jørn Bach, Thomas Madsen, Henrik Nielsen – Stefan Kristiansen, Michael Pedersen, Kent Mogensen (78. Peter Nørgaard). Cheftrainer: Ole Brandenborg |